# Taxisco
Taxisco é uma cidade da Guatemala do departamento de Santa Rosa. 